# Ондское (водохранилище)
Ондское — водохранилище на территории Идельского сельского поселения Сегежского района Республики Карелии.

## Общие сведения
Площадь водохранилища — 2,7 км², площадь водосборного бассейна — 44,6 км². Располагается на высоте 89,0 метров над уровнем моря.
В залив на северо-западной стороне водохранилища впадает река Онигма.
Через водохранилище протекает река Онда, втекающая в Нижний Выг.
Также водохранилище соединяется с Выгозером посредством Ондинского канала.
Код объекта в государственном водном реестре — 02020001321402000008379.